# Good Night
Good Night é uma canção da banda britânica The Beatles. Foi composta por John Lennon, creditada a dupla Lennon/McCartney, e lançada no álbum The Beatles (ou Álbum Branco), de 1968.
A canção ganhou distintas regravações de The Carpenters, Kenny Loggins, Cyril Stapleton, The Manhattan Transfer, Micky Dolenz e Vera Lynn, além de uma versão ao vivo da banda Coldplay.
Na versão dos Beatles, a canção é cantada pelo baterista Ringo Starr.

## Criação
John Lennon escreveu esta música como uma canção de ninar para seu filho, Julian Lennon.
Além de servir como uma espécie de antídoto para a canção anterior, Revolution 9, Good Night encerra o disco com grandeza, seguindo a linha dos últimos álbuns, encerrados por Tomorrow Never Knows, A Day In The Life e All You Need Is Love, compostas todas por Lennon.
Há quem diga que Lennon deixou os vocais a cargo de Ringo Starr para não passar a imagem de "papai bonzinho".
Em entrevista de 1980 para a Playboy, Lennon disse:
'Good Night' foi escrita para Julian assim como 'Beautiful Boy' foi escrita para Sean, mas dado a Ringo, se tornou mais açucarada.
Paul McCartney traz suas lembranças na autobiografia Many Years From Now de Barry Miles:
Eu acho que John sentiu que não faria bem pra sua imagem cantá-la, mas foi fabuloso o ouvir cantar e ele cantou muito bem. Ouvimos John cantar uma vez, enquanto ensinava a letra para Ringo e ele a cantou com muita ternura. John raramente mostrava seu lado tenro, mas minhas memórias me dizem que, quando ele mostrava, era o que permanecia pra mim. Aquele lado gentil e generoso de uma pessoa amável. Eu sempre cito essa canção como o lado não superficial do que víamos apenas ocasionalmente… Eu não acho que a versão de Lennon chegou a ser gravada.
Starr também fez suas declarações sobre a canção ainda em 1968:
Todos pensam que foi Paul quem escreveu 'Good Night' para que eu cantasse, mas foi John quem a escreveu. A canção tem muita alma, John a tem.
Os arranjos de George Martin são excessivamente "açucarados" e foi feito intencionalmente assim. Lennon disse que queria algo bem "água com açúcar" como um número hollywoodiano de Gordon Jenkins, ou como canções dos filmes de Walt Disney.

## Letra
A letra é simples como uma canção de ninar dizendo que é hora de dizer boa noite, enquanto a luz do sol vai embora e deseja bons sonhos para todos.
Na segunda estrofe ele diz para fechar os olhos enquanto a luz do luar começa a brilhar. A letra finaliza com Ringo Starr dizendo em sussurros, Boa noite a todos em todo lugar.

## Gravação
O grupo começou as gravações de Good Night na noite de 28 de junho de 1968. 5 takes foram gravados, com Starr nos vocais e Lennon no violão. Também nesse mesmo dia foi gravado um ensaio com Lennon no piano. Essa versão está no Anthology 3 com parte da trilha feita por George Martin.
Ringo gravou seu vocal em 2 de julho e os vocais de apoio foram adicionados. Depois, Martin fez uma cópia da faixa e começou a trabalhar na trilha musical.
Todas as gravações feitas anteriores a 22 de julho foram descartadas e feitas novamente. A orquestra foi a primeira e levou 12 takes para sair perfeita.
Após isso, 4 homens e 4 mulheres do grupo de cantores Mike Sammes Singers fizeram sua parte. A última parte foi Ringo que gravou os vocais entre 23h50min e 01h40min da manhã.
Ringo Starr foi o único Beatle a participar da canção. No projeto The Beatles Anthology, Ringo diz:
Eu fui escutar a canção pronta pela primeira vez em anos e não acho nem um pouco ruim, embora, pela minha voz eu parecesse soar muito nervoso. Foi uma responsabilidade que eu carreguei sozinho.

## Músicos
- Vocais: Ringo Starr;
- Arranjos e condução: George Martin;
- Vocais de apoio: Ingrid Thomas, Pat Whitmore, Val Stockwell, Irene King, Ross Gilmour, Mike Redway, Ken Barrie e Fred Lucas;
- Orquestra (não-creditada): 12 violinos, 3 violas, 3 violoncelos, 3 flautas, 1 clarineta, 1 corneta, 1 vibrafone, 1 baixolão, 1 harpa;